# Amélie Coquet

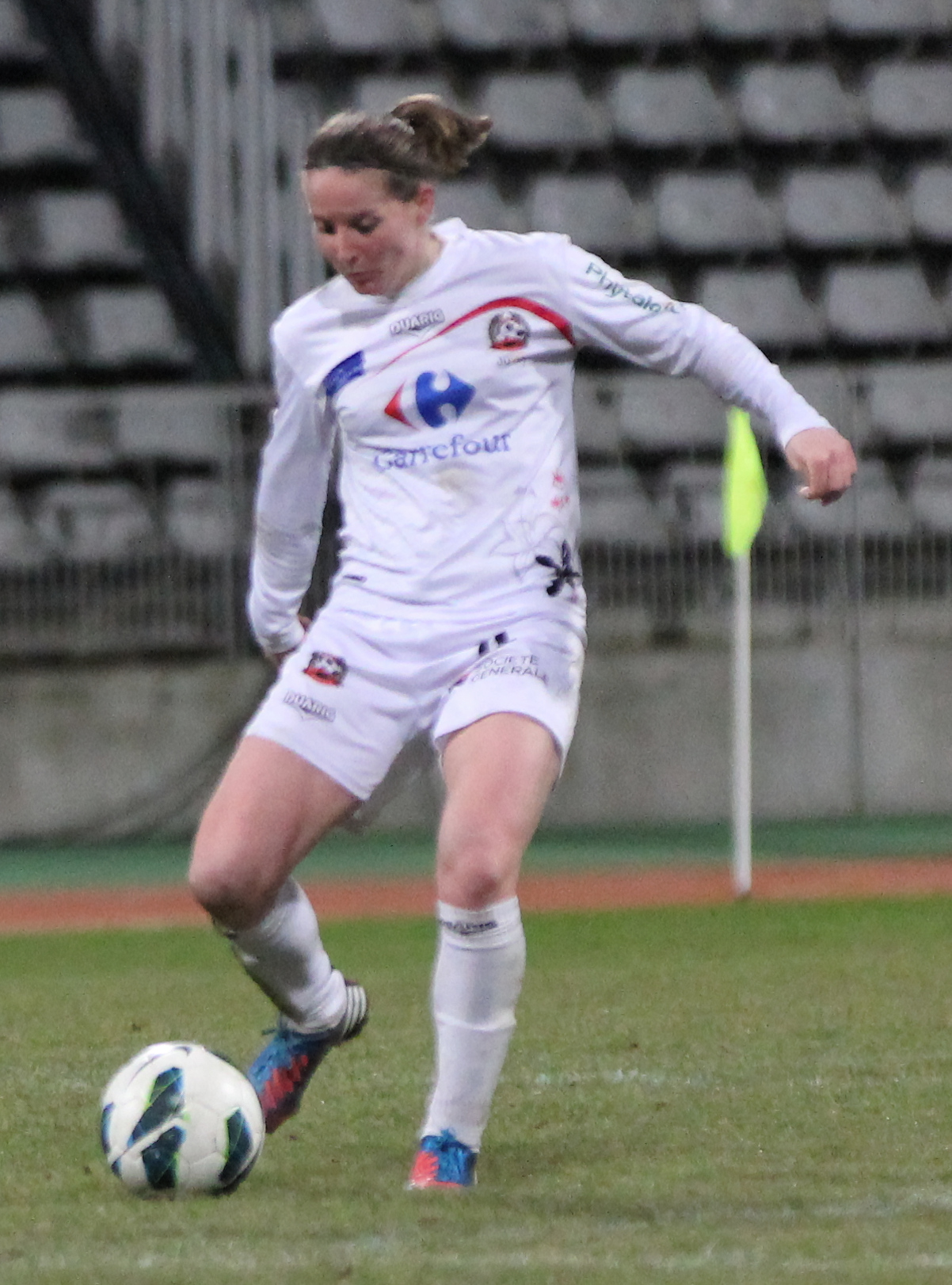
Amélie Coquet (2012)

Amélie Coquet (* 31. Dezember 1984 in Hazebrouck) ist eine französische Fußballspielerin.

## Vereinskarriere
Amélie Coquet spielte als Mädchen und Jugendliche bei drei kleinen Amateurclubs rund um Saint-Omer im äußersten Norden Frankreichs. Als 16-Jährige wechselte sie im Jahr 2001 zum FCF Hénin-Beaumont, einem reinen Frauenfußballverein aus der östlichen Nachbarschaft von Lens, dessen erste Elf seinerzeit in der zweiten Division antrat. Die offensive und auch torgefährliche Mittelfeldspielerin wurde dort nicht nur frühzeitig in die Ligafrauschaft integriert, sondern auch bald in die französische U-19-Auswahl und 2003 in die A-Nationalmannschaft berufen (siehe unten). 2003 stieg sie mit Hénin-Beaumont in die Division 1 Féminine auf, in der die Nordfranzösinnen in den folgenden beiden Spielzeiten jeweils den siebten Rang im Abschlussklassement belegten. Coquet, die dabei jeweils in sämtlichen 22 Punktspielen in der Startformation gestanden hatte, war in der Saison 2004/05 die zweitbeste Torschützin ihrer Elf hinter Amandine Henry.
Im Sommer 2005 holte sie der Juvisy FCF, der gerade den Landespokalwettbewerb (Challenge de France) gewonnen hatte, in die Hauptstadtregion. Obwohl Juvisys Frauschaft gerade in der Offensive glänzend besetzt war – zu nennen sind insbesondere Marinette Pichon, Laëtitia Tonazzi und Virginie Bourdille-Mendes mit zusammen 62 Punktspieltreffern, aber auch Sandrine Soubeyrand, Peggy Provost oder Élise Bussaglia –, setzte Amélie Coquet sich auch dort durch und stand in 19 Ligaspielen der Schwarz-Weißen beim Anstoß auf dem Rasen. Am Ende dieser Saison 2005/06 war die 21-Jährige französische Meisterin, auch wenn sie diesmal lediglich zwei Tore dazu beigetragen hatte. Im Jahr danach folgte ein sportliches Tief; Amélie Coquet kam nur in einem Drittel der Partien zum Einsatz, und im Europapokal schied sie mit Juvisy bereits in der ersten Gruppenphase aus. Anschließend allerdings stabilisierten sich ihre Leistungen wieder. Zwar langte es in den folgenden sechs Jahren bis 2013 nur noch zu drei Vizemeisterschaften in der Division 1, und auch im Landespokal erreichte der JFCF keinmal das Finale. Aber die Nordfranzösin bildete zusammen mit Soubeyrand, Bussaglia (bis 2012) und Gaëtane Thiney unangefochten die Mittelfeldachse der Frauschaft, fehlte in lediglich acht der 132 Ligaspiele, trug dazu 2007/08 und 2010/11 jeweils eine zweistellige Trefferzahl bei und kam auch bei den beiden recht erfolgreichen Europapokalauftritten 2010/11 (Viertelfinale) und 2012/13 (Halbfinale) in 17 Begegnungen zum Einsatz.
Im Sommer 2016 beendete sie ihre Spielerkarriere zunächst, in der sie es national auf 251 Erstligaspiele mit 61 Treffern gebracht hat; sie wollte sich auf ihren Brotberuf als Mitarbeiterin in der Sicherheits- und Brandschutzverwaltung des Départements Pas-de-Calais konzentrieren. Zu Jahresbeginn 2017 allerdings erfolgte ihr „Rücktritt vom Rücktritt“, und Amélie Coquet schloss sich dem Arras FCF an, zu diesem Zeitpunkt Tabellenzweiter der Nordstaffel der Division 2. Auch in der Saison 2019/20 ist sie noch für Arras aktiv.

### Stationen
- US Coyecques (1992–1998)
- US Thérouanne (1998/99)
- CA Éperlecques (1999–2001)
- FCF Hénin-Beaumont (2001–2005)
- Juvisy FCF (2005–2016)
- Arras FCF (seit Januar 2017)

## In der Nationalelf
Amélie Coquet hatte im Jugendbereich nicht den „typischen Weg“ ab der U-15 durchlaufen, sondern stieß als 17-jährige Spielerin bei einem vergleichsweise „kleinen“ Verein erst zur U-19-Nationalelf. Umso steiler begann dann allerdings ihre internationale Karriere: 2002 stand sie im französischen Aufgebot für die Jahrgangs-Weltmeisterschaft in Kanada, bei der die Französinnen allerdings schon nach der Vorrunde die Heimreise antreten mussten. Im Jahr darauf nahm sie auch an der A-Jugend-Europameisterschaft teil. Bei dieser Endrunde in Ostdeutschland fehlte sie zwar im Auftakt-Gruppenspiel gegen Norwegen, stand anschließend aber viermal in der Anfangsformation der Französinnen, wobei deren Trainer Bruno Bini sie in den ersten beiden Begegnungen auf der linken Außenbahn eingesetzt hatte. Bei Frankreichs 2:0-Endspielsieg, erneut gegen die Norwegerinnen, erzielte die einzige Spielerin, die nie der französischen „Talentschmiede“ in Clairefontaine angehört hatte, frühzeitig den 1:0-Führungstreffer der Bleuettes, als sie reaktionsschnell einen von der norwegischen Torfrau Skarbø abgewehrten Ball annahm und verwandelte, und trug so nicht unwesentlich zum Titelgewinn bei. Sie selbst hob anschließend allerdings die Harmonie in Mannschaft und Trainerstab hervor, die diesen ersten französischen Erfolg bei einem offiziellen Kontinentalturnier für Frauen ermöglicht hätten.
Keine fünf Wochen nach diesem Finale berief Élisabeth Loisel, die Trainerin des französischen Frauennationalteams, Amélie Coquet zu zwei Vorbereitungsspielen auf die in der zweiten Septemberhälfte 2003 beginnende Weltmeisterschafts-Endrunde und wechselte sie in beiden Partien gegen Island und Japan in den letzten Spielminuten auch ein. Zugleich nominierte Loisel Coquet – als eine von nur zwei U-19-Europameisterinnen – auch für Frankreichs endgültiges WM-Aufgebot, und bei diesem Turnier in den USA wurde die Mittelfeldakteurin ebenfalls eingesetzt, als sie beim 1:1 gegen Brasilien für Élodie Woock ins Spiel kam und in der Nachspielzeit aus der eigenen Hälfte den Ausgleichstreffer durch Marinette Pichon einleitete.
In der Folge spielte sie regelmäßig für die Bleues, ehe ab Ende 2004 eine anderthalbjährige Unterbrechung in diesem Kreis eintrat; erst beim Algarve-Cup im März 2006 war sie wieder dabei. Loisels Nachfolger Bruno Bini, Coquets Trainer beim U-19-Titelgewinn 2003, baute dann aber kaum noch auf sie, so dass es ungeachtet ihrer konstant hohen Leistungen im Verein lediglich noch 2008 und 2010 zu drei Einsätzen kam, der letzte im Mai 2010 gegen die Eidgenossinnen. Außerdem spielte sie im Juni 2009 mit der französischen B-Frauschaft – in Frankreich Équipe de France A'  genannt – gegen Tunesien.
Insgesamt hat Amélie Coquet es zwischen 2003 und 2010 auf 17 A-Länderspiele gebracht. Darin gelangen ihr auch drei Treffer: 2004 beim 3:3 in Italien, 2006 beim 2:2 gegen Dänemark und 2008 beim 6:0 gegen Marokko.

## Palmarès
- Französische Meisterin: 2006 (und Vizemeisterin 2008, 2010, 2012)
- UEFA Women’s Champions League: Halbfinalistin 2013
- 17 A-Länderspiele, 3 Tore für Frankreich, WM-Teilnehmerin 2003
- U-19-Europameisterin 2003